# Šaljinovica
Shalinovicë en albanais et Šaljinovica en serbe latin (en serbe cyrillique : Шаљиновица) est une localité du Kosovo située dans la commune/municipalité d'Istog/Istok et dans le district de Pejë/Peć. Selon le recensement kosovar de 2011, elle compte 105 habitants.

## Démographie

### Évolution historique de la population dans la localité
| 1948 | 1953 | 1961 | 1971 | 1981 | 1991 | 2011 |
| ---- | ---- | ---- | ---- | ---- | ---- | ---- |
| 230  | 244  | 287  | 321  | 382  | 381  | 105  |

|  |

### Répartition de la population par nationalités (2011)
En 2011, les Albanais représentaient 65,71 % de la population et les Ashkalis 30,48 %.